# Чёрный алмаз
Чёрный алмаз (фр. Diamant noir) — французско-бельгийская кинодрама 2016 года, полнометражный режиссёрский дебют Артура Арари.

## Сюжет
Пьер Ульман, которому около 30 лет, живёт один в Париже, сочетая заработки чернорабочего с другими «работами», которые он выполняет по приказу Кевина, молодого преступника, подотчетного Рашиду. Узнав о трагической смерти своего отца, от которого давно не было вестей, Пьер обвиняет в этом свою семью, занимается алмазным бизнесом в Антверпене. Он возвращается домой с тайным намерением свести счеты.

## В ролях
| Актёр            | Роль            |
| ---------------- | --------------- |
| Нильс Шнайдер    | Пьер Ульман     |
| Аугуст Диль      | Габи Ульман     |
| Гафед Бенотман   | Рашид           |
| Ганс-Петер Клоос | Жозеф Ульман    |
| Рафаэль Годин    | Луиза           |
| Рахунат Мане     | Виджай Ша Гопал |
| Йос Вербист      | Год де Врис     |
| Гийом Вердье     | Кевин           |